# Pierre de Vergne
Pierre de Vergne (zm. 6 października 1403 w Awinionie) − francuski kardynał.

## Życiorys
Studiował prawo kanoniczne na uniwersytecie w Montpellier, następnie został profesorem prawa na tym uniwersytecie. Po wyborze papieża Grzegorza XI w 1370 przeszedł do służby w kurii papieskiej. W lutym 1371 został mianowany kapelanem papieskim, archidiakonem Rouen i audytorem Roty Rzymskiej. Na konsystorzu 30 maja 1371 otrzymał nominację kardynalską z tytułem diakona Santa Maria in Via Lata. Brał udział w obydwu konklawe w 1378 roku i przyłączył się do obediencji antypapieża Klemensa VII. Archidiakon kapituły katedralnej w Sewilli od 1381. Brał udział w konklawe 1394 i koronował wybranego wówczas antypapieża Benedykta XIII. Zmarł w Awinionie.